# Aveu
Ne pas confondre avec Aveu (ancien droit), formalité de l'Ancien Régime français.
Pour les articles homonymes, voir Aveu (homonymie).
L'aveu est la reconnaissance par un plaideur de l'exactitude d'un fait allégué contre lui, qui constitue un mode de preuve du fait avoué.

## Droit par pays

### Droit français

#### Droit pénal
Particulièrement, en droit pénal, l'aveu est la reconnaissance, devant la police ou l'autorité judiciaire, par une personne soupçonnée ou poursuivie, de l'exactitude de tout ou partie des faits qui lui sont reprochés (élément de preuve laissé à l'appréciation du juge, sans lier celui-ci).
Les aveux circonstanciés sont recueillis lorsque le prévenu donne librement ou spontanément des détails que lui seul peut connaître alors qu'avec de simples aveux, il lui est toujours possible de se rétracter devant le magistrat en se plaignant des pressions policières qui auraient provoqué de faux aveux.

#### Histoire
- La question ordinaire et la question extraordinaire sont des tortures et supplices du Moyen Âge dont l'objectif est d'obtenir l'aveu[1].
- L'aveu en ancien droit est également une déclaration écrite valant preuve sur la composition d'un bien lors de sa transmission.

### Droit britannique

#### Droit pénal
En droit pénal britannique, la règle des confessions s'applique à toute déclaration totalement ou partiellement défavorable à la personne qui l'a faite, qu'elle soit faite à une personne en situation d'autorité ou non et qu'elle soit faite en paroles ou autrement. Les sources de la règle des confessions sont les décisions judiciaires de la common law, la Police and Criminal Evidence Act 1984 et la Criminal Justice Act 2003.

### Droit canadien

#### Droit pénal
En droit pénal canadien, la règle des confessions est la règle selon laquelle une déclaration extrajudiciaire incriminante de l'accusé à une personne en autorité doit avoir été faite de manière libre et volontaire par un esprit conscient.

#### Droit civil québécois
En droit québécois, l'aveu est l'un des cinq modes de preuve prévus à l'art. 2811 du Code civil du Québec, les autres étant l'écrit, la présomption, la présentation d'un élément matériel et le témoignage. Les règles de preuve concernant l'aveu sont prévues aux articles 2850 à 2853.1 C.c.Q..